# Ospedale dei Castelli
L'Ospedale dei Castelli è una struttura ospedaliera in località Fontana di Papa, nel territorio comunale di Ariccia, nella città metropolitana di Roma, nell'area dei Castelli Romani. La struttura, inizialmente ideata come policlinico, raccoglie i reparti frazionati tra gli ospedali di Genzano di Roma, Albano Laziale, Ariccia e fornisce assistenza sanitaria anche alla fascia territoriale di Pomezia, Ardea,
Aprilia e del litorale sud romano.

## Storia
La posizione e la struttura dei Poli Ospedalieri "San Giuseppe" di Albano ed "E. De Santis" di Genzano creavano difficoltà all'idea di ampliare i vecchi nosocomi, considerando inoltre che un lavoro di riqualificazione e ampliamento non avrebbe risolto la segmentazione dei reparti, presente nell'area dei Castelli Romani. A questa problematica si aggiungeva anche l'incremento della popolazione in una zona, come quella dei Castelli, a cui le vecchie strutture non erano in grado di far fronte.
L'idea di realizzare un policlinico ai Castelli Romani risale quindi al 1999, ma solo nel gennaio 2007 si è avviato l'iter per la realizzazione della struttura. Il 26 gennaio 2007 la giunta regionale ha approvato l'accordo di programma per la variante al piano regolatore generale di Ariccia, il 30 gennaio è stato presentato lo studio di fattibilità (curato dal professor Ferdinando Terranova e dalla prof.ssa Francesca Giofrè dell'università degli Studi di Roma La Sapienza), il 7 febbraio si è tenuta la conferenza stampa di presentazione dell'opera.
Dopo alcune difficoltà sorte nell'estate 2009, il 6 marzo 2010 fu posata la prima pietra della struttura a cui però fecero seguito problematiche inerenti alla cantierizzazione dell'area.
Nel dicembre 2010 il collegio di vigilanza sull'opera, appoggiato dalla presidente della Regione Renata Polverini, intimò alla ASL di far riprendere i lavori, per evitare ulteriori danni all'erario; ed il 3 gennaio 2011 sono ripresi i lavori nel cantiere di Fontana di Papa. In particolare, sono state necessarie ricerche archeologiche preliminari e lo sminamento di alcune bombe della seconda guerra mondiale inesplose: due ordigni, del peso di 125 chili ciascuno, sono stati trovati a metà giugno e fatti brillare il 18 giugno dopo il blocco della circolazione in via Nettunense e lo sfollamento di alcune decine di residenti, mentre altre due sono state rinvenute a fine luglio e fatte brillare il 2 agosto.
Ad Agosto 2018, a pochi mesi dell'apertura dell'Ospedale dei Castelli, la Asl Rm 6 revoca le due gare di appalto riguardanti gli arredi interni della nuova struttura optando così per il riutilizzo di materiale in uso nelle strutture di Albano e Genzano ormai prossime alla definitiva chiusura.
Il 25 novembre 2018, con la chiusura del reparto di dialisi, il Polo Ospedaliero "San Giuseppe" di Albano cessa definitivamente le attività; il 29 novembre il Polo Ospedaliero "E. De Santis" di Genzano viene chiuso definitivamente.
Il Polo Ospedaliero "Luigi Spolverini" di Ariccia, contrariamente a quanto annunciato, resta operativo se pur con un sostanziale ridimensionamento delle attività.
Il 13 dicembre 2018 l'Ospedale dei Castelli effettua il primo ricovero; il 18 Dicembre 2018 alla presenza del presidente della Regione Lazio Nicola Zingaretti, dell'assessore alla sanità Alessio D'Amato e dei vari amministratori locali, l'ospedale viene inaugurato ufficialmente. Il costo dell'opera è stato di 120 milioni di euro.
Dal 28 gennaio 2019 l'ospedale ospita il polo universitario della Saint Camillus International University of Health Sciences, a seguito dell'accordo di programma firmato con la Regione Lazio.
Da Marzo 2020 a causa della pandemia di COVID-19 viene utilizzato come Hub Covid Center dell'ASL Roma 6, insieme alle RSA Covid e Drive-in allestiti presso gli ex Poli Ospedalieri "E. De Santis" di Genzano e "San Giuseppe" di Albano Laziale.
Nel Marzo 2023 l'ospedale, non avendo ancora raggiunto la piena operatività e rimanendo comunque lontano dagli standard inizialmente prospettati, diventa oggetto di una petizione lanciata dai cittadini dei Castelli Romani e rivolta alle amministrazioni locali, ritenute dagli stessi, responsabili del mancato sviluppo della struttura.

## Servizi
I servizi della struttura sono così distribuiti:
- Area Medica: UOC medicina generale, Diabetologia, UOC nefrologia e dialisi, UOC cardiologia, UOC gastroenterologia ed endoscopia digestiva.
- Area Psichiatrica: UOC SPDC.
- Area Chirurgica: UOC chirurgia generale, UOC ortopedia e traumatologia, UOSD Breast unit, Day Surgery multispecialistico.
- Area Infantile: UOC Ostretricia e Ginecologia, UOC Pediatria e Neonatologia.
- Area Emergenza: UOC Pronto soccorso, UOSD Servizio di Anestesia e Blocco Operatorio, UOSD Terapia Intensiva.
- Area Sanità Pubblica: UOC Direzione Sanitaria di Presidio Ospedaliero, UOC Medicina Legale, UOC medicina del Lavoro
- Day Hospital multispecialistico.
- Poliambulatorio ospedaliero: Ambulatorio Infermieristico, Anestesiologia e terapia del dolore, Cardiologia, Diabetologia, Dermatologia, Medicina Generale, Nefrologia, Neurologia, Oncologia, Ematologia, Chirurgia Generale, Gastroenterologia ed Endoscopia Digestiva, Ortopedia e Traumatologia, Reumatologia, Ostetricia e Ginecologia, Pediatria, Urologia, Pneumologia, Allergologia, Endocrinologia, Oculistica, Otorinolaringoiatria, Psichiatria, Scienza dell'Alimentazione e Dietetica.
- Area della Diagnostica e dei servizi.
- Laboratorio analisi: biochimica clinica, immunologia, virologia, ematologia, coagulazione, allergologia, microbiologia, biologia molecolare, endocrinologia.
- UOC Radiologia e Radiologia interventistica.
- Farmacia.

È dotato di 9 sale operatorie, 3 sale parto e 1 sala di radiologia interventistica.
L'ospedale riserva un'area dedicata al progetto "4 Zampe con te", istituito dalla regione Lazio, che consente l’accesso degli animali d’affezione in visita ai pazienti ricoverati in un’area apposita e con personale sanitario dedicato.

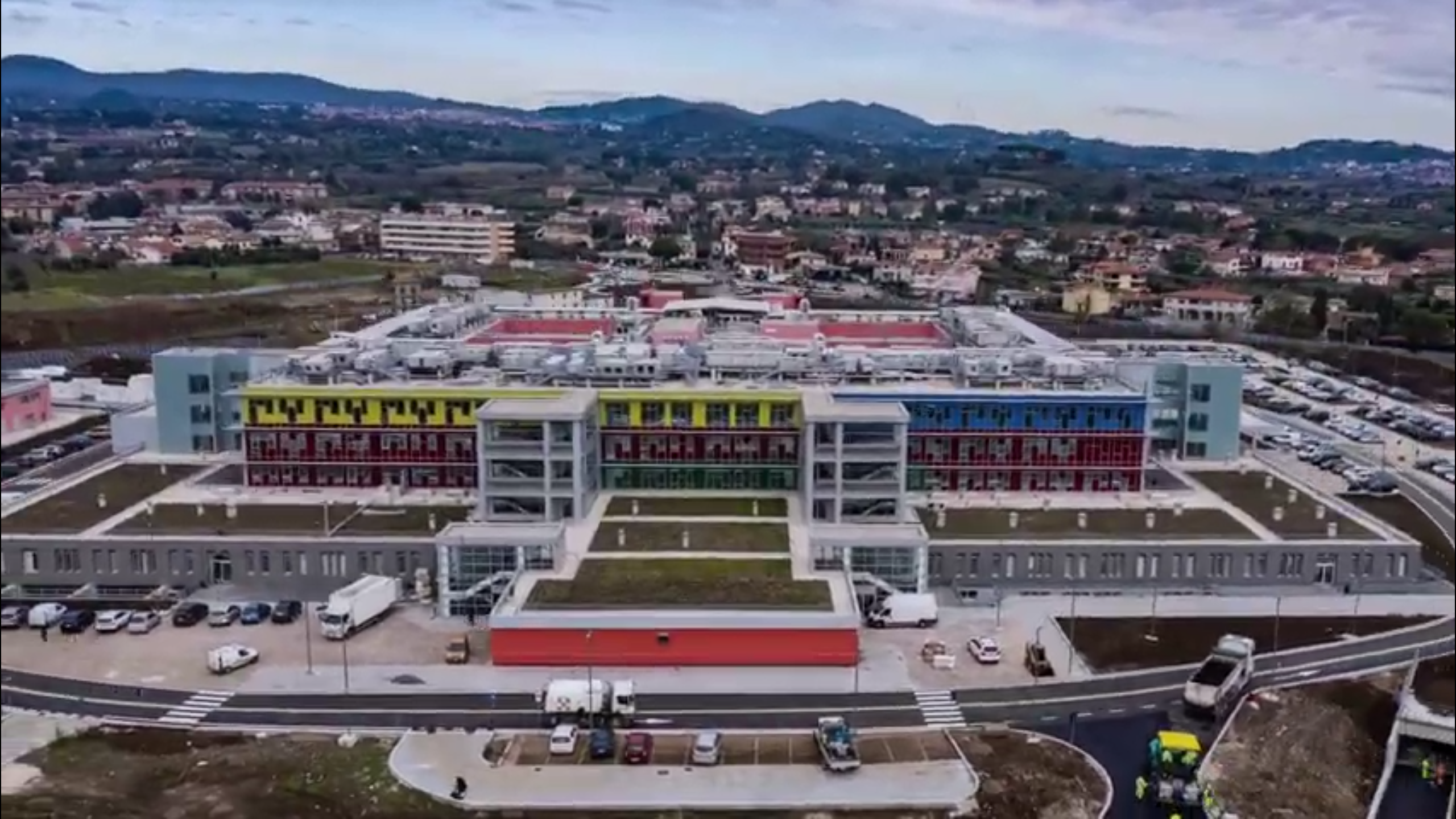
Vista lato pronto soccorso, sullo sfondo i Colli Albani

## Collegamenti
L'area del nosocomio si estende su quindici ettari, l'accesso principale è situato al Km 11,500 della strada regionale 207 Nettunense, mentre è presente un secondo accesso sulla limitrofa Via Campoleone riservato ai mezzi di soccorso; l'ampliamento e la riqualificazione di parte di quest'ultima via è prevista con il raggiungimento della piena operatività della struttura.
Dal 3 dicembre 2018 è stato potenziato il trasporto regionale ad opera della società Cotral che, oltre alla tratta già esistente Roma Anagnina-Nettuno, con cui è possibile raggiungere la struttura, ha istituito l'apposita tratta Albano Laziale-Ospedale dei Castelli; dal 1º Febbraio 2019 sono in funzione le linee locali in grado di collegare il nosocomio con i comuni di Lanuvio, Nemi, Genzano di Roma, Albano Laziale, Castel Gandolfo, Marino e Rocca di Papa. La struttura è inoltre raggiungibile dalle stazioni di Cecchina (Ferrovia Roma-Velletri), Campoleone (Ferrovia Roma-Napoli, Ferrovia Roma-Nettuno), Albano Laziale (Ferrovia Roma-Albano).